# Georges Sagnac
Georges Sagnac (Périgueux, 14 oktober 1869 - Meudon, 26 februari 1928) was een Frans natuurkundige bekend van het naar hem vernoemde Sagnac-effect, een fenomeen dat de basis is van ringlasergyrokompassen die ontwikkeld zijn sinds de jaren zestig.
Er is weinig bekend over het leven van Sagnac, behalve dat hij een van de eersten was in Frankrijk die röntgenstraling bestudeerde, na Wilhelm Conrad Röntgen, terwijl hij laboratoriumassistent was aan de Sorbonne.
Sagnac maakte deel uit van een groep vrienden en wetenschappers waarvan ook Pierre en Marie Curie, Paul Langevin, Jean Perrin en de wiskundige Émile Borel deel uitmaakten.

Marie Curie beweert dat het echtpaar Curie ideeën heeft uitgewisseld met Sagnac rond de tijd van de ontdekking van radioactiviteit.
In 1913 toonde Georges Sagnac aan dat als licht in twee tegengestelde circulaire richtingen wordt gestuurd op een roterend platform, er een faseverschuiving optreedt. Sagnac had de faseverschuiving verwacht op basis van de klassieke natuurkunde. Hij beschouwde zijn bevindingen als een bewijs voor het bestaan van ether. Het resultaat leek de toen nieuwe speciale relativiteitstheorie tegen te spreken, maar bleek echter ook door middel van de algemene relativiteitstheorie verklaard te kunnen worden en later ook door de speciale relativiteitstheorie.